# Serhij Sabolotnyj
Serhij Oleksandrowytsch Sabolotnyj (ukrainisch Сергій Олександрович Заболотний; geb. 8. November 1975 in Saporischschja) ist ein ukrainischer Film- und Fernsehregisseur, Dokumentarfilmer und Filmproduzent.

## Biografie
Sabolotnyj erhielt 1997 einen Abschluss an der Nationalen Technischen Universität Saporischschja. Von 1998 bis 2003 war er Programmdirektor und stellvertretender Generaldirektor des Fernsehsenders Interwideo Kyjiw. Von 2002 bis 2023 arbeitete Sabolotnyj als Produzent und Leiter von Studyja Telekon.

## Werke
- Chernobyl.3828 (2011)
- The Witness Jenya (2012)
- Chernobyl. 1986.04.26 P.S. (2016)

## Auszeichnungen
- 2012: Großer Preis des Internationalen Dokumentarfilmfestivals „Kinolithopys“ in Kiew
- 2013: Monaco Charity Film Festival: Auszeichnung für Dokumentarfilm The Witness Jenya
- 2017: International Uranium Film Festival 2017: Besondere Anerkennung für Chernobyl.3828